# Ruota per filare

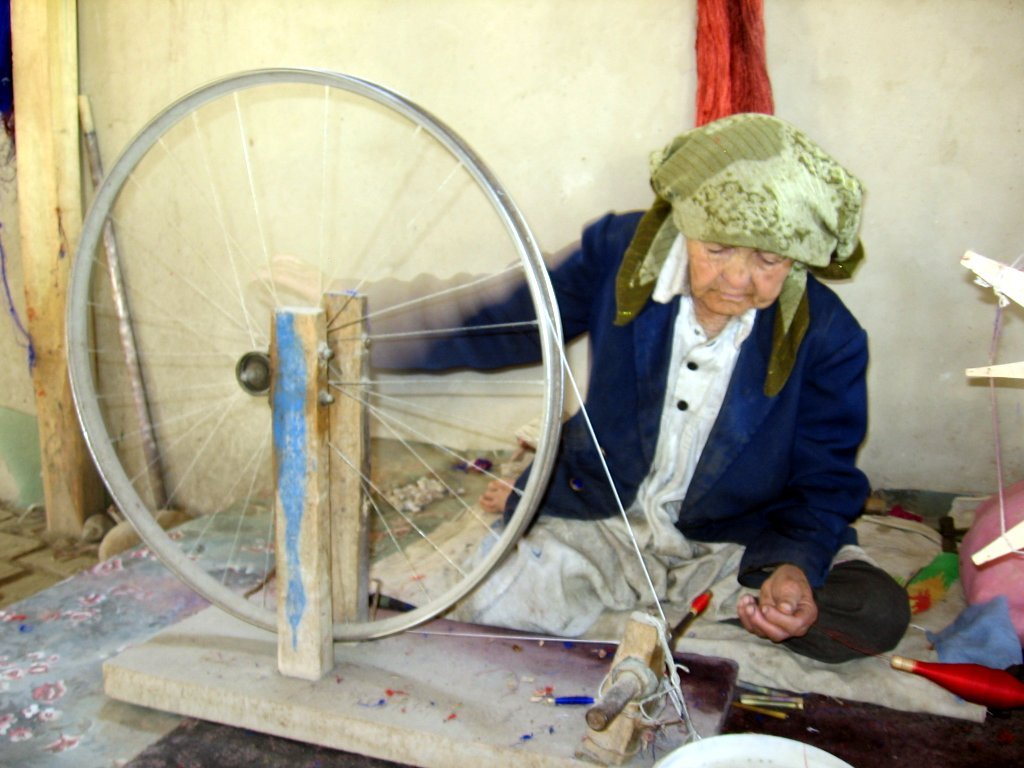
Ruota per filare costruita con una ruota da bicicletta

La ruota per filare è un apparecchio semplice usato per filare.

## Storia
La ruota per filare comparve per la prima volta in Cina, dove circa 3000 anni fa, furono inventati i filatoi a ruota in grado di effettuare la trattura della seta, il dipanamento dei bozzoli.
Questa invenzione impiegò però molti secoli a giungere in Europa: qui, si cominciò a diffondere solo a partire dal XIII secolo andando a sostituire il metodo di filatura più antico, quello con rocca e fuso.
Venne soppiantata dal filatoio ad alette.